# Ping An Bank
Ping An Bank Co. ist ein chinesisches Kreditinstitut mit Sitz in Shenzhen. Die Aktiengesellschaft ist hauptsächlich auf dem chinesischen Festland tätig und verfügt über eine Repräsentanz in Hongkong. Die Bank bietet Dienstleistungen im Privat- und Firmenkundengeschäft an, einschließlich Investmentbanking. Als Tochtergesellschaft von Ping An Insurance ist die Bank eine der drei Hauptsäulen der Ping-An-Gruppe: Versicherung, Bankwesen und Vermögensverwaltung.
Als eine von zwölf Aktienbanken in China ist die Ping An Bank unter anderem Bestandteil des FTSE China A50 Index, des Hang Seng China 50 Index und des CSI 300.
Die Ping An Bank ist weltweit auf Platz 58 der größten Banken (Stand 2018).